# 김경학 (정치인)
김경학(金京學, 1965년 7월 5일  ~ )은 대한민국의 정치인이다. 제주특별자치도의원을 역임하고 있다.

## 학력
- 송담초등학교
- 세화중학교
- 세화고등학교
- 제주대학교 행정학과 졸업

## 경력
- 구좌읍 연합청년회장
- 제주도 연합청년회 부회장
- 국회 김우남 의원실 보좌관
- 구좌읍 주민자치위원장
- 2014.07 ~ 2018.06 제10대 제주특별자치도의회 의원
- 2018.07 ~ 2022.06 제11대 제주특별자치도의회 의원
- 2022.07 ~ : 제12대 제주특별자치도의회 의원
  - 2022.07 ~ 2024.06: 제12대 제주특별자치도의회 전반기 의장
  - 제12대 제주특별자치도의회 후반기 교육위원회 위원
- 2022.07 ~ 2023.09: 제18대 대한민국시도의회의장협의회 고문
- 2023.09 ~ 2024.06: 제18대 대한민국시도의회의장협의회 회원

## 역대 선거 결과
|  | 21.86% |

|  | 53.17% |

|  | 80.17% |

|  | 0% |